# The Warriors (película)
The Warriors (Los amos de la noche en España, Los Guerreros en Hispanoamérica) es una película estadounidense de acción de 1979 dirigida por Walter Hill y basada en la novela homónima de Sol Yurick, inspirada ésta a su vez por la Anábasis de Jenofonte. En ella, una pandilla de la ciudad de Nueva York tiene que regresar a su territorio natal después de que son inculpados por el asesinato del respetado líder de una pandilla. Fue estrenada en Estados Unidos el 9 de febrero de 1979. Después de informes de vandalismo y violencia, Paramount detuvo temporalmente su campaña de publicidad y propietarios de salas de cine fueron liberados de su obligación de exhibir la película. A pesar de su recepción inicialmente negativa, The Warriors se ha convertido en una película de culto, y ha dado lugar a múltiples medios derivados, incluyendo el videojuego del mismo título de 2005. Es el top 27 de las 100 mejores películas de acción de todos los tiempos por GQ.

## Sinopsis
El film está ambientado en un futuro distópico en la ciudad de Nueva York. Cientos de bandas callejeras hacen una tregua para reunirse y oír lo que un líder, al que llaman Cyrus, tiene que decir. Su idea es dejar de pelear, reunir a todas las bandas y con un ejército de 60.000 hombres enfrentarse a toda la policía de la ciudad, formada por 20.000 miembros, y tomar Nueva York bajo su control. En medio de la emoción por la idea, que es aceptada por prácticamente todos, alguien dispara contra Cyrus y lo mata. La confusión se apodera del lugar, al que además ha llegado la policía en secreto para parar la reunión, y echan la culpa a la banda The Warriors, cuyos miembros tendrán que volver al lugar al que pertenecen, Coney Island, intentando no sólo no encontrarse con la policía, sino con las distintas bandas del lugar, dado que la tregua ha terminado violentamente.

## Argumento
Cyrus, el líder de los Riffs, la banda urbana más poderosa de Nueva York, convoca a nueve miembros de cada una de las bandas de la ciudad, entre ellos los Warriors, a una multitudinaria reunión en el Van Cortland Park, en el Bronx. En la reunión, habla con las pandillas para iniciar una tregua entre ellas, y comenta que, contando entre todas sesenta mil pandilleros frente a los veinte mil miembros del cuerpo de policía, podrían apoderarse de la ciudad; pero mientras pronuncia su discurso es asesinado por Luther, el líder de los Rogues. Fox, un miembro de los Warriors, lo observa pero, antes de que Luther pueda matarlo también, llega la policía y todas las pandillas huyen. Cuando el líder de los Warriors, Cleon, se acerca a ver el cuerpo de Cyrus, Luther, el asesino de Cyrus, culpa a los Warriors del asesinato; entonces los Riffs matan a Cleon y mandan buscar a los Warriors.
Los Warriors logran escapar de la policía y deciden regresar a Coney Island, su propio territorio, comandados por Swan, el jefe de guerra y sucesor designado por Cleon. Tal liderazgo se ve cuestionado por Ajax, el más violento y pendenciero de los Warriors, que finalmente acepta ver postergado su enfrentamiento con Swan por la jefatura del grupo. Pero las bandas reciben por la radio la noticia de que los Warriors mataron a Cyrus y la orden de capturarlos para llevarlos ante los Riffs, con lo cual deja de regir la tregua para ellos y se complica el regreso de los Warriors a Coney Island. En el camino se topan con varias pandillas que hacen difícil su regreso a Coney: primero los Turnbulls AC's ('Toros locos') detectan a los Warriors e intentan atropellarlos con un autobús, pero los Warriors escapan y suben a un tren elevado, aprovechando un protocolo no declarado entre las pandillas que les prohíbe luchar entre sí en el metro.
En el viaje a Coney Island, el tren es detenido por un incendio en un edificio junto a las vías, dejando varados a los Warriors en Tremont, en el Bronx. Al salir a pie, se encuentran con un grupo de nivel inferior llamado los Orphans ('Huérfanos') que no fueron invitados a la reunión de Cyrus y que son sensibles y beligerantes por su bajo estatus en la jerarquía de pandillas de la ciudad. Swan hace las paces con el líder de los huérfanos, Sully, quien acepta dejar que los Warriors atraviesen su territorio ilesos. Sin embargo, una joven llamada Mercy se burla de Sully llamándolo «gallina» e instiga una confrontación. Avivado por Mercy, Sully insiste en que los Warriors deben sacarse la ropa de la pandilla antes de que él los deje pasar. Los Warriors se niegan, lo que hace que los Orphans los desafíen a una pelea. Superados en número y desarmados, Swan y los Warriors lanzan un cóctel molotov a un automóvil, lo hacen explotar y aprovechan la oportunidad para escapar a la estación de metro. Impresionada y desesperada por escapar de su barrio deprimido, Mercy sigue a los Warriors.
Cuando llegan a la estación 96th Street y Broadway en Manhattan, son perseguidos por la policía y separados. Tres de ellos, Vermin, Cochise y Rembrandt, se suben a un tren hacia Union Square, mientras que Fox, luchando con un oficial de policía, cae sobre las vías y es atropellado por un tren, mientras Mercy escapa.
Swan y los tres Warriors restantes, Ajax, Snow y Cowboy, son perseguidos por los Baseball Furies hasta Riverside Park, donde se produce una pelea en la que los Warriors logran burlar y derrotar a sus atacantes. Después de la pelea, Ajax nota a una mujer solitaria llamada Chloe en el parque e insiste en quedarse atrás para charlar con ella. Se vuelve sexualmente agresivo y es arrestado cuando Chloe resulta ser un oficial de policía encubierto.
Al llegar a Union Square, Vermin, Cochise y Rembrandt son seducidos por una pandilla de mujeres llamada Lizzies y son invitados a su escondite. El trío logra escapar del posterior ataque de las Lizzies, y en el proceso se entera de que todos creen que asesinaron a Cyrus.
Después de haber explorado por su cuenta, Swan regresa a la estación de 96th Street y encuentra a Mercy allí. Un oficial de policía los acorrala, pero Swan le tira un bate de béisbol y lo inmoviliza; cuando llegan los oficiales de respaldo, Swan y Mercy escapan a un túnel. La tensión sexual entre los dos se convierte en una discusión, que termina con Swan rechazando a Mercy y continuando hasta Union Square, donde se reúne con los otros Warriors. Se pelean con los punks que van en patines sobre ruedas y ganan, y Mercy demuestra que puede defenderse en el combate. Mientras tanto, un miembro de una pandilla diferente visita a los Riffs y les dice que vio a Luther disparar a Cyrus.
Los Warriors finalmente llegan a Coney Island al amanecer, solo para encontrar a Luther y los Rogues esperándolos. Cuando se le pregunta, Luther le dice a Swan que le disparó a Cyrus sin ningún motivo, solo por la emoción de hacerlo. Swan desafía a Luther a una pelea uno a uno, pero Luther saca un arma en su lugar. Swan esquiva su disparo y lanza un cuchillo en el antebrazo de Luther, desarmándolo. Los Riffs llegan y apresan a los Rogues, tomándose un momento para reconocer el coraje y la habilidad de los Warriors. Luther grita de angustia cuando los Riffs lo atacan a él y a los otros Rogues, mientras los Warriors abandonan la escena.
El DJ de radio anuncia que la gran alerta ha sido cancelada y saluda a los Warriors con una canción, «In The City», de Joe Walsh. Swan, Mercy y el resto de la pandilla caminan por la playa, iluminados por el amanecer.

## Reparto
- Michael Beck como Swan.
- James Remar como Ajax.
- Dorsey Wright como Cleon.
- Brian Tyler como Snow.
- David Harris como Cochise.
- Tom McKitterick como Cowboy.
- Marcelino Sánchez como Rembrandt.
- Terry Michos como Vermin.
- Thomas G. Waites como Fox.
- Deborah Van Valkenburgh como Mercy.
- Roger Hill como Cyrus.
- David Patrick Kelly como Luther.
- Lynne Thigpen como DJ.
- Ginny Ortiz como chica de la tienda.
- Mercedes Ruehl como mujer policía.
- John Snyder como hombre de la gasolinera.

## Producción

### Desarrollo
Los derechos cinematográficos de la novela de Sol Yurick fueron comprados en 1969 por American International Pictures, pero no se produjo ninguna película.
Luego, el productor Lawrence Gordon obtuvo los derechos y encargó a David Shaber que escribiera un guion. Gordon había realizado Hard Times (1975) y The Driver (1978) con Walter Hill, envió el guion a Hill con una copia de la novela de Sol Yurick. Hill recuerda: «Le dije: "Larry, me encantaría hacer esto, pero nadie nos dejará hacerlo". Iba a ser demasiado extremo y demasiado extraño».
Gordon y Hill originalmente iban a hacer un western, pero cuando la financiación del proyecto no se materializó, llevaron a The Warriors a Paramount Pictures porque estaban interesados en películas para jóvenes en ese momento y lograron financiar el proyecto. Hill recuerda que «pasó muy rápido. Larry tenía una relación especial con Paramount y prometimos hacer la película a un precio muy bajo, lo cual hicimos. Así que se unió en cuestión de semanas. Creo que obtuvimos luz verde en abril o mayo de 1978 y estuvimos en los cines en febrero de 1979. Así que fue un proceso muy acelerado». Hill se sintió atraído por la «extrema simplicidad narrativa y la calidad despojada del guion». El guion, tal como estaba escrito, era una versión realista de las pandillas callejeras, pero Hill era un gran fanático de los cómics y quería dividir la película en capítulos para luego hacer que cada capítulo «cobrara vida comenzando con un panel de presentación». Sin embargo, Hill estaba trabajando con un presupuesto bajo y un programa de postproducción ajustado debido a una fecha de lanzamiento fija, ya que el estudio quería lanzar The Warriors antes que una película de pandillas rivales llamada The Wanderers. Hill finalmente pudo incluir este tipo de transición de escena en el Ultimate Director's Cut lanzado para video casero en 2005.

### Casting
Los realizadores hicieron un casting extenso en la ciudad de Nueva York. Hill inicialmente quería una actriz puertorriqueña para el papel de Mercy, pero el agente de Deborah Van Valkenburgh convenció a los directores de casting de la película para que la vieran y finalmente la eligieron. Los realizadores querían contratar a Tony Danza para el papel de Vermin, pero lo eligieron para la comedia Taxi y Terry Michos fue elegido en su lugar. Si bien había personajes blancos en el libro de Yurick, ninguno de los personajes centrales o protagonistas eran blancos: según Hill, Paramount no quería un elenco completamente negro por «razones comerciales».
Thomas G. Waites fue elegido por Walter Hill, el director invitó al joven actor al Golfo y al Oeste para ver películas como Rebelde sin causa y Al este del Edén en busca de inspiración. Durante la proyección, Hill le ofreció una bebida a Waites, que Waites rechazó, lo que provocó una ruptura entre los dos que empeoró durante el agotador rodaje de verano. En un momento, Waites amenazó con informar de las condiciones de trabajo al Sindicato de Actores de Cine, lo que obligó a Paramount a proporcionar un segundo avance para que los ocho Warriors lo compartieran.
Finalmente, después de ocho semanas en la fotografía principal, cuando la tensión en el set entre Waites y Hill llegó al límite, Hill exigió que el coordinador de acrobacias Craig Baxley improvisara una escena de acrobacias en la que el personaje de Waites fuera asesinado. Aturdido, Baxley objetó: «Una escena tan crítica requeriría una planificación cuidadosa», pero Hill insistió. «Me importa una mierda cómo lo mates»; «mátalo». Baxley encontró un miembro que se parecía a Waites y escenificó una escena en la que el personaje es arrojado desde una plataforma del metro frente a un tren que se acerca. «Fue como si alguien me cortara el alma y dejara un caparazón», recuerda Waites. Más tarde, exigiría que su nombre fuera eliminado por completo del elenco; permanece sin acreditar hasta el día de hoy.

### Filmación
El coordinador de especialistas, Craig R. Baxley, llevó al elenco a la escuela de especialistas porque Hill quería peleas realistas representadas en la película. En preparación para su papel, James Remar pasó el rato en Coney Island para encontrar un modelo para su personaje. Toda la película se rodó en las calles de la ciudad de Nueva York con algunas escenas interiores realizadas en Astoria Studios. La película rápidamente se retrasó y superó el presupuesto. Mientras filmaban en el Bronx, se arrojaron ladrillos al equipo. El actor Joel Weiss recuerda que el rodaje de su escena en la Avenue A, en la famosa Alphabet City de Manhattan, fue cancelado porque hubo un doble homicidio cerca. Para la gran reunión al comienzo de la película, Hill quería miembros de pandillas reales en la escena con policías fuera de servicio también entre la multitud para que no hubiera problemas.
El estudio no permitiría que Baxley trajera a ningún especialista de Hollywood, y necesitaba a alguien que hiciera de doble para el personaje de Cyrus, por lo que hizo el truco él mismo vestido como el personaje. Los miembros reales de la pandilla querían desafiar a algunos de los miembros del reparto, pero la seguridad de producción se encargó de ellos. Originalmente, se suponía que el personaje de Fox terminaría con Mercy, mientras que Swan fue capturado por una banda homosexual rival conocida como los Dingos, solo para escapar más tarde: sin embargo, Hill miró los diarios y se dio cuenta de que Beck y Van Valkenburgh tenían una gran química, el guion fue reescrito para que sus personajes terminaran juntos.
El coche de los Rogues en el enfrentamiento de Coney Island era un coche fúnebre Cadillac de 1955. Originalmente, en el enfrentamiento de Coney Island al final de la película, el actor David Patrick Kelly quería usar dos palomas muertas, pero Hill no pensó que eso funcionaría. En cambio, Kelly improvisó haciendo tintinear tres botellas en su mano derecha e improvisando su famosa frase: «Waaaaarriors, venid a jugaaar». Hill quería que Orson Welles hiciera una introducción narrada sobre temas griegos, pero al estudio no le gustó la idea y se negó a pagar por ella. Sin embargo, esta secuencia finalmente se incluyó en el Ultimate Director's Cut de 2005, y Hill proporcionó la narración él mismo.
«Quería llevarlo a un elemento de fantasía, pero al mismo tiempo agregar un toque contemporáneo», dijo Hill. «Esas fueron algunas de las ideas difíciles que tuvimos que hacer que el estudio las entendiera. Pero no nos llevamos muy bien con nuestra empresa matriz. Después de que salió la película y salió bien, todos eran una especie de amigos. Pero hasta entonces hubo muchos malentendidos. Pensaron que iba a ser Saturday Night Fever o algo así».

### Lanzamiento
The Warriors se estrenó el 9 de febrero de 1979 en 670 cines, sin proyecciones anticipadas o una campaña promocional decente, y recaudó 3,5 millones de dólares en su primer fin de semana.

### Violencia en el estreno
El fin de semana siguiente, la película se relacionó con brotes esporádicos de vandalismo y tres asesinatos, dos en el sur de California y uno en Boston, que involucraron a espectadores en su camino hacia o desde las proyecciones.
Esto llevó a Paramount a eliminar por completo los anuncios de la radio y la televisión y los anuncios de exhibición en la prensa se redujeron al título de la película, la clasificación y los cines participantes. En reacción, doscientos teatros en todo el país agregaron personal de seguridad. Debido a preocupaciones de seguridad, los dueños de los cines fueron liberados de sus obligaciones contractuales si no querían mostrar la película, y Paramount ofreció pagar los costos de seguridad adicional y daños debido al vandalismo.
Hill diría más tarde:

Creo que la razón por la que hubo algunos incidentes violentos es realmente muy simple: la película fue muy popular entre las pandillas callejeras, especialmente los hombres jóvenes, muchos de los cuales tenían sentimientos muy fuertes entre sí. Y de repente todos ¡Fueron juntos al cine! Miraron al otro lado del pasillo y estaban los chicos que no les gustaban, así que hubo muchos incidentes. Y también, la película en sí es bulliciosa, sin duda diría eso.

### Banda sonora
La banda sonora de la película cuenta con música de Barry De Vorzon, Joe Walsh y otros, fue lanzada en el sello A&M en marzo de 1979.

## Recepción

### Taquilla
Después de dos semanas sin incidentes, el estudio amplió los anuncios gráficos para aprovechar las críticas de críticos acreditados, incluida Pauline Kael de The New Yorker. Ella escribió: «The Warriors es una película de cineasta real: tiene en términos visuales el tipo de impacto que tuvo «Rock Around the Clock» detrás de los títulos de Blackboard Jungle. The Warriors es como rock visual». En el Grand Illusion Cinema de Seattle, recuerda el programador Zack Carlson, «la gente estaba apretujada, tirada en el suelo, vitoreando». En su sexta semana, The Warriors había recaudado 16,4 millones de dólares, muy por encima de su presupuesto estimado entre 4 y 7 millones.
Hill reflexionó más tarde: «Lo que hizo que fuera un éxito entre los jóvenes es que por primera vez alguien hizo una película dentro de Hollywood, de gran distribución, que tomó la situación de las pandillas y no la presentó como un problema social. Los presentó como un aspecto neutral o positivo de sus vidas. Tan pronto como dijiste en las películas de pandillas de los viejos tiempos, era cómo curamos la pestilencia y cómo arreglamos los desechos sociales. Queremos llevar a estos niños, asegurarnos de que vayan a la universidad. Esta fue solo una película que conceptualmente fue diferente. Aceptaba la idea de la pandilla, no la cuestionaba, esa era su vida, funcionaba dentro de ese contexto. Y el problema social no era si iban a la universidad, sino si iban a sobrevivir». Es el gran dicho de Hawks: ¿Dónde está el drama? ¿Vivirá o morirá? Ese es el drama. «Hollywood perdona mucho cuando tienes un hit», añadió. «No sé qué decir al respecto, aparte del hecho de que era solo un regalo en términos de conseguirlo. El estudio lo odiaba y ni siquiera quería publicarlo. Había mucha fricción con la administración en ese momento. Algo podría haber sido culpa mía».

### Crítica
The Warriors recibió críticas negativas de los críticos contemporáneos, que se burlaron de su falta de realismo y encontraron su diálogo forzado. En su reseña para el Chicago Sun-Times, Roger Ebert le dio dos de cuatro estrellas y escribió que, a pesar de la habilidad cinematográfica de Hill, la película es inverosímil con un estilo manierista que priva a los personajes de profundidad y espontaneidad: «No importa qué impresión los anuncios dan, esto no está ni remotamente pensado como una película de acción. Es una pieza fija. Es un ballet de violencia masculina estilizada».
Sin embargo, Ebert escribió más tarde durante una revisión de la película Southern Comfort de Hill que sentía que había pasado por alto algunas cualidades positivas en The Warriors debido a su disgusto por el enfoque general de Hill hacia las caracterizaciones generales. Gene Siskel dio a la película una estrella de cuatro, comparando el diálogo con el de Harvey Lembeck, en «esas tontas fotos de motocicletas de los sesenta» y concluyendo: «Después de ver The Warriors, pensarías que pertenecer a una pandilla era un crimen sin víctimas, salvo para el sádico ocasional que aparece como un alivio cómico. Toda esta película es una mentira romántica».
Linda Gross, de Los Angeles Times, calificó la película como «un retrato perspicaz, estilizado y superficial de la guerra de pandillas que complace al público juvenil enojado». Gary Arnold, de The Washington Post, escribió: «Ninguno de los dinamismos de Hill salvará a The Warriors de impresionar a la mayoría de los observadores neutrales como una locura espantosa». En su reseña para Newsweek, David Ansen escribió: «Otro problema surge cuando los miembros de la pandilla abren la boca: su diálogo banal está en desacuerdo con el esquema visual hiperbólico de Hill».
Frank Rich, de Time, escribió que «desafortunadamente, la chispa visual no es suficiente para llevar la película; se arrastra de una pelea a otra, The Warriors no es lo suficientemente animada como para ser divertida y barata o lo suficientemente considerada como para ser seria». Yurick expresó su decepción y especuló que asustó a algunas personas porque «apela al miedo de un levantamiento demoníaco de la juventud», atrayendo a muchos adolescentes porque «golpea una serie de fantasías colectivas». El presidente Ronald Reagan era fanático de la película, incluso llamó al actor principal de la película, Michael Beck, para decirle que la había proyectado en Camp David y la había disfrutado.

### Película de culto
The Warriors se ha convertido en una película de culto, y desde entonces algunos críticos la han reexaminado. Al 31 de agosto de 2020, la película obtuvo una calificación de aprobación del 90% en Rotten Tomatoes según 39 reseñas. El consenso crítico dice: «Tan violento como elegante, The Warriors es una pieza emocionante de cine pulp». En 2003, The New York Times colocó la película en su lista de las mil mejores películas de la historia. Entertainment Weekly la nombró la decimosexta película de culto en su lista de las cincuenta mejores películas de culto. La revista también la clasificó en el puesto catorce en la lista de las veinticinco películas más controvertidas de la historia.
Hill reflexionó en 2016:

Me encanta el hecho de que la gente todavía disfruta de algo que hice, ¿qué, hace treinta y siete años? Hace feliz a un anciano. Me sorprende. Pero me encantó trabajar con mi camarógrafo Andy Laszlo en la filmación, y me encantó trabajar con mi elenco, que confiaba increíblemente en este viejo loco que estaba haciendo la película. No lo entendieron, no creo. ¿Pandillas disfrazadas corriendo por Nueva York? Pero simplemente lo aceptaron.

### Vídeo doméstico
La película se lanzó por primera vez en VHS en las décadas de 1980 y 1990 y en DVD en 2001. Luego, en 2005, Paramount Home Video lanzó el DVD Ultimate Director's Cut de The Warriors. Además de la calidad de imagen remasterizada y una nueva banda sonora remezclada envolvente 5.1, la película fue reeditada con una nueva introducción y secuencias de estilo cómic entre escenas. En julio de 2007, se lanzó el Ultimate Director's Cut en Blu-Ray y desde entonces ha estado disponible para alquileres y compras en línea a través de Amazon, iTunes Store de Apple, Google Play, Vudu y YouTube. El corte teatral original también está disponible para transmitir en HD en esos mismos servicios y se lanzó en DVD en los EE. UU. el 24 de marzo de 2020.

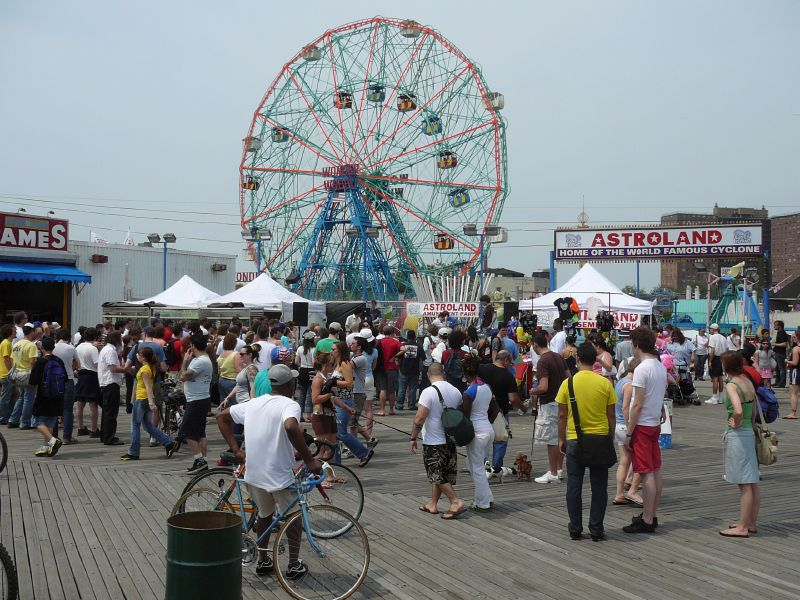
El final de la película se rodó en el parque Astroland.

## Otros medios

### Mercancía
En 2005, Mezco Toyz lanzó figuras de acción de The Warriors, incluidos Swan, Cleon, Cochise, Ajax, Luther y los Baseball Furies.
El videojuego Warriors, basado en la película, fue lanzado por Rockstar Games el 17 de octubre de 2005. Los niveles 1 a 13 actúan como una precuela de la película, creando una historia de fondo y elaborando sobre los personajes de la película. Los niveles 14 al 18 recrean gran parte de los eventos de la película. Además, hay niveles adicionales que explican cómo cada personaje principal se unió a la pandilla. Varios de los actores de la película regresaron para interpretar las voces de sus personajes originales.
Warner Bros Entertainment lanzó un título descargable para Xbox 360 titulado The Warriors: Street Brawl. El juego se juega de manera diferente a la versión de Rockstar Games, siendo un juego de pelea de desplazamiento lateral.
En 2005, Roger Hill, el actor que interpretó a Cyrus, demandó a Rockstar Games y Take-Two Interactive por derechos de autor, alegando que el videojuego usó su voz y la representación de su imagen sin su consentimiento o sin pagar regalías. Take-Two afirmó que la voz y la imagen de Cyrus eran un componente de su acuerdo de licencia para la película. Hill murió en 2014 y se desconoce el resultado del caso.

### Remake
Tony Scott había planeado una nueva versión de la película. En una entrevista en 2005, Scott dijo que la nueva versión se desarrollaría en la actual ciudad de Nueva York; bandas como Baseball Furies y Hi-Hats no se incluirían en la adaptación. Después de la muerte de Scott, Mark Neveldine ha mostrado interés en dirigir una nueva versión.

## Doblaje

### España
| Personaje   | Actor original      | Actor de doblaje   |
| ----------- | ------------------- | ------------------ |
| Swan        | Michael Beck        | Salvador Vidal     |
| Ajax        | James Remar         | Ricardo Solans     |
| Vermin      | Terry Michos        | Antonio Lara       |
| Cowboy      | Tom McKitterick     | Mariano Albero     |
| Fox         | Thomas G. Waites    | Joan Pera          |
| Cyrus       | Roger Hill          | Rogelio Hernández  |
| Luther      | David Patrick Kelly | Claudi García      |
| Masai       | Edward Sewer        | Constantino Romero |
| DJ de radio | Lynne Thigpen       | Enriqueta Linares  |

### México
| Personaje   | Actor original      | Actor de doblaje  |
| ----------- | ------------------- | ----------------- |
| Swan        | Michael Beck        | Alfonso Obregón   |
| Vermin      | Terry Michos        | Eduardo Fonseca   |
| Cowboy      | Tom McKitterick     | Ernesto Lezama    |
| Fox         | Thomas G. Waites    | René García       |
| Cyrus       | Roger Hill          | Federico Romano   |
| Luther      | David Patrick Kelly | Gabriel Pingarrón |
| Masai       | Edward Sewer        | Rolando de Castro |
| DJ de radio | Lynne Thigpen       | Queta Leonel      |